# Gasteracantha dalyi
Gasteracantha dalyi là một loài nhện trong họ Araneidae.
Loài này thuộc chi Gasteracantha. Gasteracantha dalyi được Mary Agard Pocock miêu tả năm 1900.